# 米亞傑利
米亞傑利（羅馬化：Miadziel，發音：[ˈmʲadzʲel]，羅馬化：Myadel'）是白俄羅斯明斯克州米亞傑利區内的城市及该区的行政中心，位於首都明斯克西北160公里，2006年人口7,200。第二次世界大戰期間，納粹德國在1941年7月2日至1944年7月4日佔領該鎮，鎮上的猶太人被殺。